# María Fortunata de Este
María Fortunata de Este (Palacio Ducal, Módena, 24 de noviembre de 1731-Venecia, 21 de septiembre de 1803) fue una princesa de Módena por nacimiento y princesa de Conti a través de su matrimonio con Luis Francisco II de Borbón-Conti. Se convirtió también en condesa de La Marche y fue miembro de la corte de Luis XV y posteriormente de Luis XVI. María Fortunata y Luis Francisco fueron los últimos príncipes de Conti, puesto que no tuvieron hijos y el título se extinguió tras la muerte de su esposo en 1814.

## Biografía

### Primeros años
La princesa María Fortunata nació el 24 de noviembre de 1731 en el Palacio Ducal de Módena, como la cuarta hija del duque Francisco III y la princesa Carlota Aglaé de Orleans (una de las nietas del rey Luis XIV de Francia). 
El matrimonio de sus padres no era uno feliz, y su madre finalmente regresó a su Francia natal para vivir allí. La duquesa se instaló en el Palacio de Luxemburgo en París, con el permiso de Luis XV. Fue mientras su madre estaba en Francia que vio la oportunidad de casar a sus hijas dentro de la familia real; dichas alianzas entre princes du sang y princesas provenientes de un pequeño ducado italiano fue algo inesperado. María Fortunata fue comprometida con su primo, Luis Francisco de Borbón, quien en aquel entonces era conocido bajo el título de conde de La Marche. Su hermana mayor, María Teresa, se convertiría también en miembro de la familia real francesa en 1744 a través de su matrimonio con Luis Juan María de Borbón; sin embargo, su hermana fallecería en 1754 durante el parto de su último hijo.

### Matrimonio

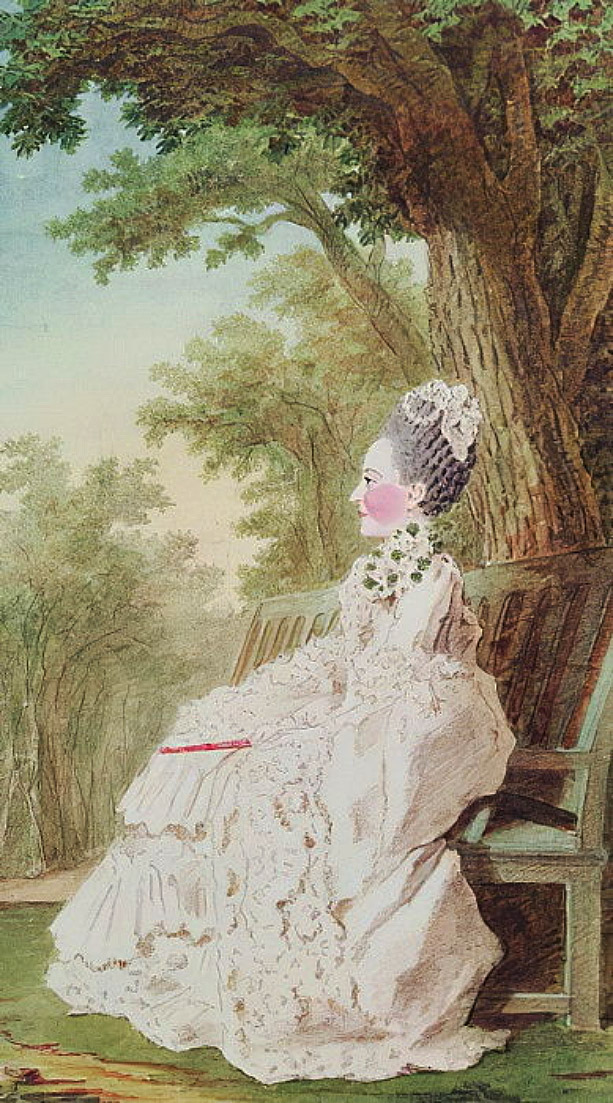
La princesa de Conti en 1768, acuarela de Louis Carrogis Carmontelle.

El contrato matrimonial de María Fortunata y Luis Francisco fue firmado en Milán el 3 de enero de 1759 por el embajador francés de la corte de Turín. La boda tuvo lugar en Milán el 7 de febrero de ese mismo año, mientras que una ceremonia en persona se celebró el 27 de febrero en Nangis-en-Brie, Francia. El padre de la novia concedió una dote de un millón de libras y, a su llegada a Francia, su marido recibió un regalo de 150.000 libras de parte del rey Luis XV. La joven condesa de La Marche fue presentada al rey, la reina y el resto de la familia real el 5 de marzo de 1759 por la abuela de su marido, la princesa viuda de Conti. Sin embargo y, a pesar de las lujosas celebraciones, el matrimonio estaba condenado al fracaso desde un comienzo; ambos jóvenes eran incompatibles y nunca lograron llevarse bien, de la misma forma nunca tuvieron hijos.
Muchos en la corte decían que esta situación se debió a la influencia de la amante de su marido, María Ana Véronese, también conocida como Mademoiselle Coraline. Véronèse era una bailarina que tuvo dos hijos ilegítimos con el príncipe, nacidos en 1761 y 1767, respectivamente. En 1768, se le pidió que presentara a su sobrina Adelaida ante el rey y la corte. Su sobrina se casaría con el duque de Chartres, el futuro Luis Felipe II de Orleans, en abril de 1769.
En 1770, el matrimonio del Delfín de Francia, el futuro Luis XVI, y de la archiduquesa María Antonia de Austria se llevó a cabo. María Fortunata y su marido fueron una de las doce parejas invitadas a cenar con los recién casados en la Ópera real de Versalles, que había sido construida para la boda real.

### Princesa de Conti
En 1776 su suegro murió, haciendo a su marido el jefe de la Casa de Conti. Piadosa, discreta y muy culta, no estaba destinada a ser parte del círculo íntimo de la nueva reina en Versalles. Mantenía muy buenas relaciones con su cuñado, el duque de Penthièvre, quien había enviudado de su hermana en 1754. También se llevaba bien con sus dos sobrinas, la princesa de Lamballe y Adelaida, la futura duquesa de Orléans.
En 1784, María Fortunata conoció al rey Gustavo III de Suecia mientras este visitaba Francia de incógnito bajo el nombre de conde de Haga y se hospedaba en el Hôtel de Toulouse. María Fortunata también conoció al príncipe Enrique de Prusia y, en 1786, recibió una visita de su sobrina María Beatriz y su esposo, el archiduque Fernando Carlos de Austria. Este último par utilizó el título de conde y condesa de Nettembourg. 
María Fortunata se separó oficialmente de su marido en 1777, a pesar de que la pareja había estado viviendo separada desde 1775. En 1780, adquirió el Castillo de Triel, que se convertiría en su residencia favorita. En 1789, cuando se convocó a los Estados generales en Versalles, María Fortunata apoyó a la familia real e incluso participó en una marcha hacia la Iglesia de San Luis. Más adelante, escapó de los revolucionarios bajo el nombre de la condesa de Triel. 

## Exilio y muerte

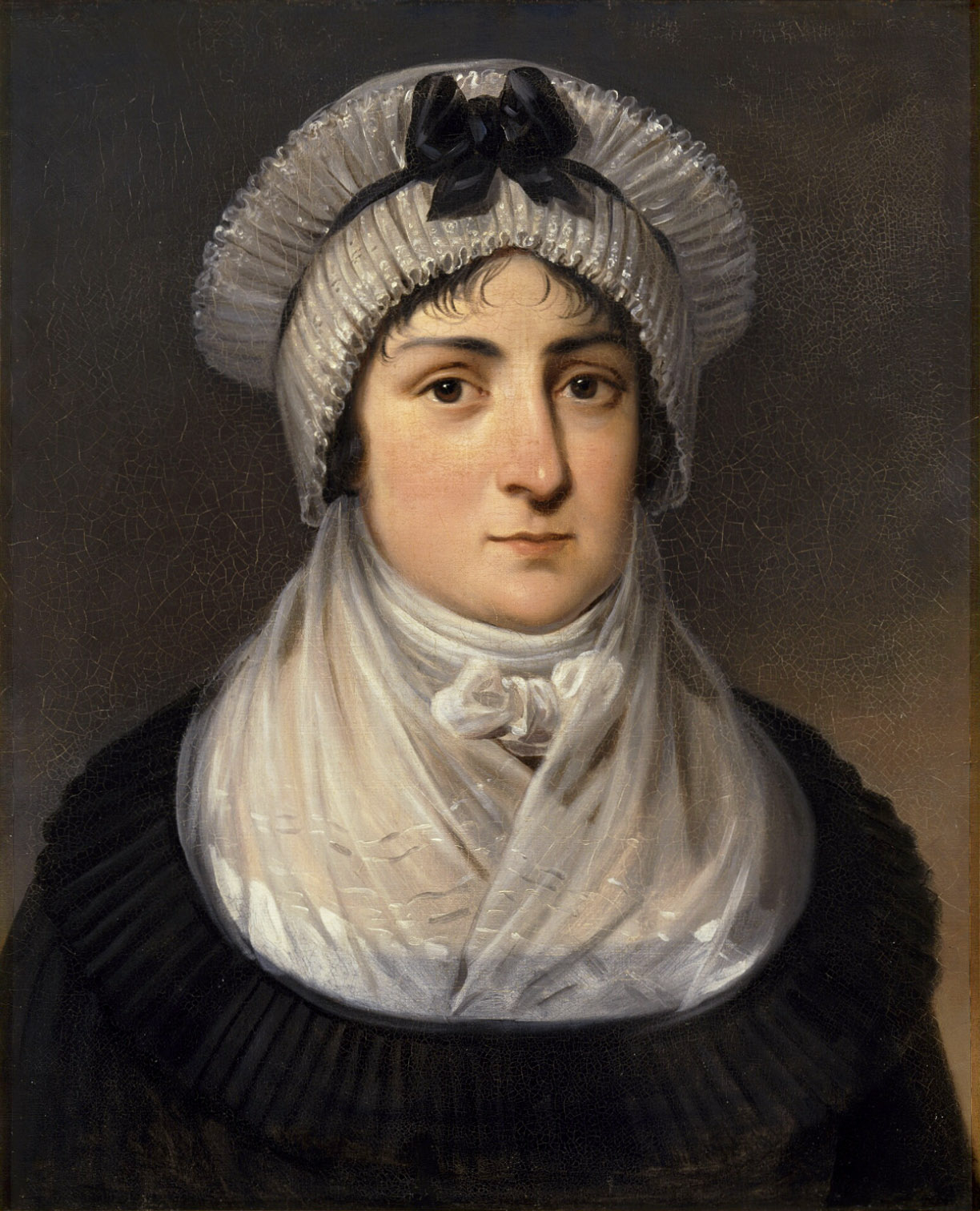
Retrato póstumo de María Fortunata vistiendo ropas de luto, de Hortense Haudebourt-Lescot. La pintura fue comisionada en 1835 por Luis Felipe I y finalizada en 1836.

María Fortunata se refugió primero en Bruselas y luego en Chambéry, en ese entonces parte del reino de Cerdeña. En 1791, se instaló en Friburgo, un pequeño pueblo suizo conocido por su gran asentamiento de emigrantes franceses. La ciudad también tenía fuertes lazos religiosos, otro atractivo para la piadosa princesa.
En 1794, María Fortunata acogió a la hija de su sobrina, la princesa Adelaida de Orleans, luego de que esta huyera de Francia (la duquesa de Orleans había sido encarcelada en el Palacio de Luxemburgo). La anciana princesa de Conti y Adelaida se establecieron en Baviera. Durante la primavera de 1800, ambas mujeres y su familia se vieron obligadas a huir nuevamente a Hungría para evitar las ejércitos de Napoleón. Fue mientras estaba en Hungría que recibió otra visita de su sobrina María Beatriz, quien había perdido los ducados de Módena y Reggio en 1796 como resultado de la creación de la República Cispadana.
En 1801, la duquesa de Orleans fue finalmente liberada y exiliada de Francia. Viajó a Barcelona, donde se reencontró con su tía e hija. El 19 de octubre de ese mismo año María Fortunata, viendo su deber finalmente terminado, se retiró al convento de la Visitación en Venecia con tres de sus doncellas y su fiel amiga, la condesa de Roches, quien había acompañado a la princesa durante todo su exilio en Europa. Murió de pleuresía el 21 de septiembre de 1803, a la edad de setenta y un años. Fue enterrada en la capilla del convento; allí también están enterrados su hermano Hércules y su hermana Matilda. Su esposo murió en 1814 y como no tenía descendencia legítima, su título se extinguió.
Recordada como una mujer bondadosa y piadosa, María Fortunata fue muy apreciada por su familia y amigos, especialmente por su sobrina y sus hijos, Adelaida y Luis Felipe. En 1835, Luis Felipe comisionó un retrato póstumo de María Fortunata a Hortense Haudebourt-Lescot.

## Galería

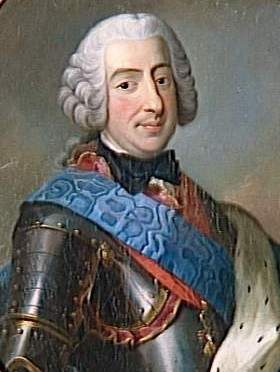
Francisco III de Este, Duque de Módena, padre de María Fortunata.
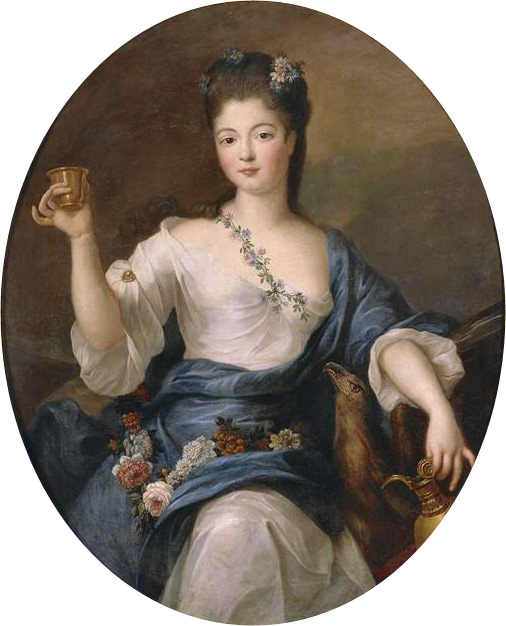
Carlota Aglaé de Orleans, madre de María Fortunata.
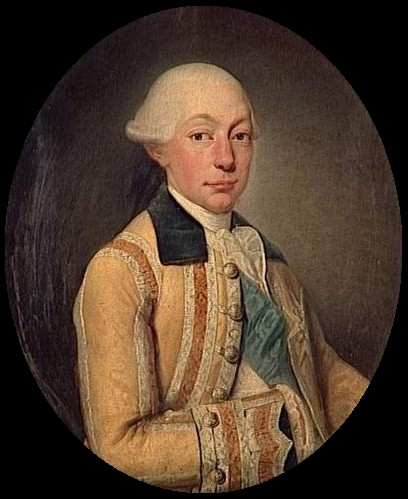
Su esposo, Luis Francisco II de Borbón-Conti.

## Ancestros
| \| \| \| \| \| \| \| \| \| \| \| \| \| \| \| \| \| \| \| \| 8. Duque Francesco I d'Este \| \| \| \| \| \| \| \| \| \| \| \| \| \| \| \| \| \| \| \| \| \| \| \| \| \| \| \| \| \| \| \| \| \| \| \| \| \| \| \| \| \| \| \| \| \| \| \| \| \| \| \| \| \| 4. Rinaldo III d'Este Duque de Modena \| \| \| \| \| \| \| \| \| \| \| \| \| \| \| \| \| \| \| \| \| \| \| \| \| \| \| \| \| \| \| \| \| \| \| \| \| \| \| \| \| \| \| \| \| \| \| \| \| \| \| \| \| \| 9. Duquesa Lucrezia Barberini \| \| \| \| \| \| \| \| \| \| \| \| \| \| \| \| \| \| \| \| \| \| \| \| \| \| \| \| \| \| \| \| \| \| \| \| \| \| \| \| \| \| \| \| \| \| \| \| \| \| \| \| \| \| 2. Francesco III d'Este, Duque de Modena \| \| \| \| \| \| \| \| \| \| \| \| \| \| \| \| \| \| \| \| \| \| \| \| \| \| \| \| \| \| \| \| \| \| \| \| \| \| \| \| \| \| \| \| \| \| \| \| \| \| \| \| \| \| 10. Duque Giovanni Federico de Brunswick-Lüneburg \| \| \| \| \| \| \| \| \| \| \| \| \| \| \| \| \| \| \| \| \| \| \| \| \| \| \| \| \| \| \| \| \| \| \| \| \| \| \| \| \| \| \| \| \| \| \| \| \| \| \| \| \| \| 5. Princesa Charlotte Felicitas de Brunswick \| \| \| \| \| \| \| \| \| \| \| \| \| \| \| \| \| \| \| \| \| \| \| \| \| \| \| \| \| \| \| \| \| \| \| \| \| \| \| \| \| \| \| \| \| \| \| \| \| \| \| \| \| \| 11. Duquesa Benedetta Enrichetta del Palatinato \| \| \| \| \| \| \| \| \| \| \| \| \| \| \| \| \| \| \| \| \| \| \| \| \| \| \| \| \| \| \| \| \| \| \| \| \| \| \| \| \| \| \| \| \| \| \| \| \| \| \| \| \| \| 1. María Fortunata de Este, Princesa de Módena y Reggio \| \| \| \| \| \| \| \| \| \| \| \| \| \| \| \| \| \| \| \| \| \| \| \| \| \| \| \| \| \| \| \| \| \| \| \| \| \| \| \| \| \| \| \| \| \| \| \| \| \| \| \| \| \| 12. Duque Filippo I de Borbón-Orléans \| \| \| \| \| \| \| \| \| \| \| \| \| \| \| \| \| \| \| \| \| \| \| \| \| \| \| \| \| \| \| \| \| \| \| \| \| \| \| \| \| \| \| \| \| \| \| \| \| \| \| \| \| \| 6. Duque Philippe II de Orléans \| \| \| \| \| \| \| \| \| \| \| \| \| \| \| \| \| \| \| \| \| \| \| \| \| \| \| \| \| \| \| \| \| \| \| \| \| \| \| \| \| \| \| \| \| \| \| \| \| \| \| \| \| \| 13. Princesa Elisabetta Carlotta del Palatinato \| \| \| \| \| \| \| \| \| \| \| \| \| \| \| \| \| \| \| \| \| \| \| \| \| \| \| \| \| \| \| \| \| \| \| \| \| \| \| \| \| \| \| \| \| \| \| \| \| \| \| \| \| \| 3. Princesa Charlotte Aglaé d'Orléans \| \| \| \| \| \| \| \| \| \| \| \| \| \| \| \| \| \| \| \| \| \| \| \| \| \| \| \| \| \| \| \| \| \| \| \| \| \| \| \| \| \| \| \| \| \| \| \| \| \| \| \| \| \| 14. Rey Luis XIV de Francia, el Grande \| \| \| \| \| \| \| \| \| \| \| \| \| \| \| \| \| \| \| \| \| \| \| \| \| \| \| \| \| \| \| \| \| \| \| \| \| \| \| \| \| \| \| \| \| \| \| \| \| \| \| \| \| \| 7. Princesa Françoise Marie de Bórbon \| \| \| \| \| \| \| \| \| \| \| \| \| \| \| \| \| \| \| \| \| \| \| \| \| \| \| \| \| \| \| \| \| \| \| \| \| \| \| \| \| \| \| \| \| \| \| \| \| \| \| \| \| \| 15. Duquesa Françoise-Athénaïs de Montespan \| \| \| \| \| \| \| \| \| \| \| \| \| \| \| \| \| \| \| \| \| \| \| \| \| \| \| \| \| \| \| \| \| \| \| \| \| \| \| \| \| \| \| \| \| \| \| \| \| \| \| \| |                                                         |  |  |  |  |  |  |  |  |  |  |  |  |  |  |  |
| |                                                         |  |  |  |  |  |  |  |  |  |  |  |  |  |  |  |
| | 8. Duque Francesco I d'Este                             |  |  |  |  |  |  |  |  |  |  |  |  |  |  |  |
| |                                                         |  |  |  |  |  |  |  |  |  |  |  |  |  |  |  |
| |                                                         |  |  |  |  |  |  |  |  |  |  |  |  |  |  |  |
| | 4. Rinaldo III d'Este Duque de Modena                   |  |  |  |  |  |  |  |  |  |  |  |  |  |  |  |
| |                                                         |  |  |  |  |  |  |  |  |  |  |  |  |  |  |  |
| |                                                         |  |  |  |  |  |  |  |  |  |  |  |  |  |  |  |
| | 9. Duquesa Lucrezia Barberini                           |  |  |  |  |  |  |  |  |  |  |  |  |  |  |  |
| |                                                         |  |  |  |  |  |  |  |  |  |  |  |  |  |  |  |
| |                                                         |  |  |  |  |  |  |  |  |  |  |  |  |  |  |  |
| | 2. Francesco III d'Este, Duque de Modena                |  |  |  |  |  |  |  |  |  |  |  |  |  |  |  |
| |                                                         |  |  |  |  |  |  |  |  |  |  |  |  |  |  |  |
| |                                                         |  |  |  |  |  |  |  |  |  |  |  |  |  |  |  |
| | 10. Duque Giovanni Federico de Brunswick-Lüneburg       |  |  |  |  |  |  |  |  |  |  |  |  |  |  |  |
| |                                                         |  |  |  |  |  |  |  |  |  |  |  |  |  |  |  |
| |                                                         |  |  |  |  |  |  |  |  |  |  |  |  |  |  |  |
| | 5. Princesa Charlotte Felicitas de Brunswick            |  |  |  |  |  |  |  |  |  |  |  |  |  |  |  |
| |                                                         |  |  |  |  |  |  |  |  |  |  |  |  |  |  |  |
| |                                                         |  |  |  |  |  |  |  |  |  |  |  |  |  |  |  |
| | 11. Duquesa Benedetta Enrichetta del Palatinato         |  |  |  |  |  |  |  |  |  |  |  |  |  |  |  |
| |                                                         |  |  |  |  |  |  |  |  |  |  |  |  |  |  |  |
| |                                                         |  |  |  |  |  |  |  |  |  |  |  |  |  |  |  |
| | 1. María Fortunata de Este, Princesa de Módena y Reggio |  |  |  |  |  |  |  |  |  |  |  |  |  |  |  |
| |                                                         |  |  |  |  |  |  |  |  |  |  |  |  |  |  |  |
| |                                                         |  |  |  |  |  |  |  |  |  |  |  |  |  |  |  |
| | 12. Duque Filippo I de Borbón-Orléans                   |  |  |  |  |  |  |  |  |  |  |  |  |  |  |  |
| |                                                         |  |  |  |  |  |  |  |  |  |  |  |  |  |  |  |
| |                                                         |  |  |  |  |  |  |  |  |  |  |  |  |  |  |  |
| | 6. Duque Philippe II de Orléans                         |  |  |  |  |  |  |  |  |  |  |  |  |  |  |  |
| |                                                         |  |  |  |  |  |  |  |  |  |  |  |  |  |  |  |
| |                                                         |  |  |  |  |  |  |  |  |  |  |  |  |  |  |  |
| | 13. Princesa Elisabetta Carlotta del Palatinato         |  |  |  |  |  |  |  |  |  |  |  |  |  |  |  |
| |                                                         |  |  |  |  |  |  |  |  |  |  |  |  |  |  |  |
| |                                                         |  |  |  |  |  |  |  |  |  |  |  |  |  |  |  |
| | 3. Princesa Charlotte Aglaé d'Orléans                   |  |  |  |  |  |  |  |  |  |  |  |  |  |  |  |
| |                                                         |  |  |  |  |  |  |  |  |  |  |  |  |  |  |  |
| |                                                         |  |  |  |  |  |  |  |  |  |  |  |  |  |  |  |
| | 14. Rey Luis XIV de Francia, el Grande                  |  |  |  |  |  |  |  |  |  |  |  |  |  |  |  |
| |                                                         |  |  |  |  |  |  |  |  |  |  |  |  |  |  |  |
| |                                                         |  |  |  |  |  |  |  |  |  |  |  |  |  |  |  |
| | 7. Princesa Françoise Marie de Bórbon                   |  |  |  |  |  |  |  |  |  |  |  |  |  |  |  |
| |                                                         |  |  |  |  |  |  |  |  |  |  |  |  |  |  |  |
| |                                                         |  |  |  |  |  |  |  |  |  |  |  |  |  |  |  |
| | 15. Duquesa Françoise-Athénaïs de Montespan             |  |  |  |  |  |  |  |  |  |  |  |  |  |  |  |
| |                                                         |  |  |  |  |  |  |  |  |  |  |  |  |  |  |  |
| |                                                         |  |  |  |  |  |  |  |  |  |  |  |  |  |  |  |